# Ханкайский район
Ханка́йский райо́н — административно-территориальная единица (район) в Приморском крае России. В рамках организации местного самоуправления ему соответствует муниципальное образование Ханкайский муниципальный округ (с 2004 до 2020 гг. — муниципальный район).
Административный центр — село Камень-Рыболов.

## География
Ханкайский район расположен в северо-западной части Приморского края.
Ханкайский район граничит на севере и северо-западе — с Китайской Народной Республикой; на западе — с Пограничным; на юге — с Хорольским районами Приморского края; на востоке омывается водами озера Ханка. Границы района составляют примерно 390,3 км, из которых 252,0 км — сухопутная часть и 138,3 км — водная часть границы, при этом 92,6 км является государственной границей Российской Федерации, водная часть границы проходит по побережью озера Ханка.
Общая площадь территории составляет 2689 км².
Высшая точка района — г. Винокурка 783 м, которая находится на границе с Китаем. Низшая — уровень оз. Ханка (ок. 68 м).

### Климат
Климат резко континентальный, муссонный. Зима морозная, со средней температурой января −14-15. Лето жаркое и влажное со средней температурой июля +21-+22.

## История
Территория района начала осваиваться переселившимися с Запада русскими казаками в 1865 году. Большой вклад в развитие и заселение района внесли корейские переселенцы.
В 1920-е годы был образован Ханкайский район, декретом ВЦИК от 4 января 1926 года — в составе Владивостокского округа Дальневосточного края.
23 июня 1936 года в селе Камень-Рыболов под руководством командира полка Якубовича Ивана Васильевича и начальника штаба капитана Ермолова Петра Васильевича был образован 47-й истребительный авиационный полк, который первым из авиаотрядов 1 августа 1938 года на озере Хасан вступил в бой с японскими захватчиками. За период с 1 по 11 августа 1938 года лётчики полка выполнили 20 боевых полковых вылетов на уничтожение зенитной артиллерии и живой силы японцев.

## Население
| 1926    | 1929    | 1931    | 1933    | 1939    | 1959    | 1970    | 1979    | 1989    | 1992    |
| ------- | ------- | ------- | ------- | ------- | ------- | ------- | ------- | ------- | ------- |
| 25 493  | ↗30 378 | ↗36 800 | ↗40 000 | ↘18 407 | ↗23 566 | ↗28 835 | ↗29 452 | ↗31 122 | ↘30 800 |
| 2002    | 2005    | 2008    | 2009    | 2010    | 2011    | 2012    | 2013    | 2014    | 2015    |
| ↘28 939 | ↘28 426 | ↘27 600 | ↘27 043 | ↘24 666 | ↘24 584 | ↘24 009 | ↘23 686 | ↘23 287 | ↘22 992 |
| 2016    | 2017    | 2018    | 2019    | 2020    | 2021    | 2022    | 2023    | 2024    |         |
| ↘22 563 | ↘22 288 | ↘22 047 | ↘21 637 | ↘21 335 | ↘18 027 | ↘17 880 | ↘17 419 | ↘17 049 |         |

## Населённые пункты
В Ханкайском районе (муниципальном округе) 25 населённых пунктов:
| №  | Населённый пункт        | Тип         | Население | Бывшее муниципальное образование      |
| -- | ----------------------- | ----------- | --------- | ------------------------------------- |
| 1  | Алексеевка              | село        | ↘213      | Новоселищенское сельское поселение    |
| 2  | Астраханка              | село        | ↘1980     | Камень-Рыболовское сельское поселение |
| 3  | Владимиро-Петровка      | село        | ↘1179     | Камень-Рыболовское сельское поселение |
| 4  | Дворянка                | село        | ↘116      | Комиссаровское сельское поселение     |
| 5  | Ильинка                 | ж/д станция | ↗11       | Ильинское сельское поселение          |
| 6  | Ильинка                 | село        | ↘1359     | Ильинское сельское поселение          |
| 7  | Камень-Рыболов          | ж/д станция | ↘666      | Камень-Рыболовское сельское поселение |
| 8  | Камень-Рыболов          | село        | ↘8723     | Камень-Рыболовское сельское поселение |
| 9  | Кировка                 | село        | ↘123      | Первомайское сельское поселение       |
| 10 | Комиссарово             | село        | ↘663      | Комиссаровское сельское поселение     |
| 11 | Люблино                 | село        | ↘223      | Октябрьское сельское поселение        |
| 12 | Майское                 | село        | ↘562      | Октябрьское сельское поселение        |
| 13 | Мельгуновка             | село        | ↘790      | Новоселищенское сельское поселение    |
| 14 | Морозовка               | ж/д разъезд | ↘6        | Новоселищенское сельское поселение    |
| 15 | Новокачалинск           | село        | ↘1012     | Новокачалинское сельское поселение    |
| 16 | Новониколаевка          | село        | ↘233      | Октябрьское сельское поселение        |
| 17 | Новоселище              | село        | ↘792      | Новоселищенское сельское поселение    |
| 18 | Октябрьское             | село        | ↘537      | Октябрьское сельское поселение        |
| 19 | Пархоменко              | село        | ↘187      | Камень-Рыболовское сельское поселение |
| 20 | Первомайское            | село        | ↘596      | Первомайское сельское поселение       |
| 21 | Платоно-Александровское | село        | ↘269      | Новокачалинское сельское поселение    |
| 22 | Рассказово              | село        | ↘109      | Первомайское сельское поселение       |
| 23 | Троицкое                | село        | ↘990      | Ильинское сельское поселение          |
| 24 | Турий Рог               | село        | ↘472      | Новокачалинское сельское поселение    |
| 25 | Удобное                 | село        | ↘23       | Новоселищенское сельское поселение    |

## Муниципальное устройство
В рамках организации местного самоуправления в границах района функционирует Ханкайский муниципальный округ (с 2004 до 2020 гг. — Ханкайский муниципальный район).
В составе образованного в декабре 2004 года муниципального района были созданы 7 муниципальных образований со статусом сельского поселения. Законом Приморского края от 27 апреля 2015 года были упразднены сельские поселения: Комиссаровское и Октябрьское (включены в Ильинское сельское поселение); Новоселищенское (включено в Камень-Рыболовское сельское поселение); Первомайское (включено в Новокачалинское сельское поселение).
| № | Муниципальное образование             | Административный центр | Количество населённых пунктов | Население (чел.) | Площадь (км²) |
| - | ------------------------------------- | ---------------------- | ----------------------------- | ---------------- | ------------- |
| 1 | Ильинское сельское поселение          | село Ильинка           | 9                             | 3960             | 180,00        |
| 2 | Камень-Рыболовское сельское поселение | село Камень-Рыболов    | 10                            | 15 392           | 388,10        |
| 3 | Новокачалинское сельское поселение    | село Новокачалинск     | 6                             | 1983             | 329,00        |

В 2020 году все сельские поселения были упразднены и вместе со всем муниципальным районом преобразованы путём их объединения в муниципальный округ.

## Экономика
Ханкайский муниципальный район является сельскохозяйственным со слабо развитой промышленностью. Ханкайский район — крупнейший муниципальный район в крае по количеству вырабатываемой сельскохозяйственной продукции; ранее было широко развито скотоводство, овощеводство, выращивание риса и сои; отсутствие крупных заводов делают продукцию экологически чистой. Основными транспортными магистралями на территории района являются железная дорога и автомобильная дорога регионального значения «Турий Рог — Михайловка», которые пересекают весь район с севера на юг.
Важными свойствами территории района являются:
 — её территориально-сопряжённое экономико-географическое положение относительно северо-восточных провинций Китая;
 — в близости железнодорожной Транссибирской магистрали (от районного центра села Камень-Рыболов до узловой ж/д станции Сибирцево около 70 км);
 — в ближайшем соседстве с крупнейшими на Дальнем Востоке России портовыми комплексами Владивостока и Находки, обеспечивающих значительный объём экономических связей между Россией, СНГ, Европейским союзом и странами Азиатско-Тихоокеанского региона.